# Aboisso
Aboisso – miasto na południowo-wschodnim Wybrzeżu Kości Słoniowej, w regionie Sud-Comoé. Według danych na rok 2014 liczyło 45 688 mieszkańców. W mieście znajduje się port lotniczy Aboisso.